# XXII Universiade invernale
La XXII Universiade invernale si è svolta a Innsbruck, in Austria, dal 12 al 22 gennaio 2005. Le altre città coinvolte furono Seefeld, Telfs e Hochfilzen.

## Programma
- Sci alpino
- Sci di fondo
- Snowboard
- Salto con gli sci
- Combinata nordica
- Pattinaggio di figura
- Pattinaggio di velocità
- Hockey sul ghiaccio
- Biathlon
- Short track
- Skeleton

### Paesi partecipanti
La XXIII Universiade invernale ha visto la partecipazione di 50 delegazioni nazionali. Alcune di esse hanno portato un solo atleta alle competizioni, come il Senegal, il Messico o il Marocco.
| Africa | Africa                                                                                           | Africa | Africa                                                                                            |
| --- | ------------------------------------------------------------------------------------------------ | --- | ------------------------------------------------------------------------------------------------- |
| - Senegal | - Marocco                                                                                        | |                                                                                                   |
| Americhe |                                                                                                  | |                                                                                                   |
| - Canada | - Messico                                                                                        | - Stati Uniti                                                                                             |                                                                                                   |
| Asia |                                                                                                  | |                                                                                                   |
| - Cina - Giappone                                                                                              | - Kazakistan - Corea del Sud                                                                     | - Libano - Mongolia                                                                                       | - Taipei cinese - Turchia                                                                         |
| Europa |                                                                                                  | |                                                                                                   |
| - Armenia - Austria - Belgio - Bosnia ed Erzegovina - Bielorussia - Bulgaria - Croazia - Rep. Ceca - Danimarca | - Spagna - Estonia - Finlandia - Francia - Regno Unito - Georgia - Germania - Ungheria - Irlanda | - Italia - Lettonia - Liechtenstein - Lituania - Lussemburgo - Paesi Bassi - Norvegia - Polonia - Romania | - Russia - Serbia e Montenegro - Slovenia - San Marino - Svizzera - Slovacchia - Svezia - Ucraina |
| Oceania |                                                                                                  | |                                                                                                   |
| - Australia | - Nuova Zelanda                                                                                  | |                                                                                                   |

## Medagliere
Paese ospitante
| Pos.   | Paese               | Oro | Argento | Bronzo | Totale |
| ------ | ------------------- | --- | ------- | ------ | ------ |
| 1      | Austria             | 10  | 8       | 4      | 22     |
| 2      | Corea del Sud       | 10  | 7       | 6      | 23     |
| 3      | Russia              | 7   | 5       | 9      | 21     |
| 4      | Giappone            | 5   | 6       | 6      | 17     |
| 5      | Polonia             | 5   | 2       | 1      | 8      |
| 6      | Ucraina             | 4   | 10      | 2      | 16     |
| 7      | Kazakistan          | 4   | 1       | 2      | 7      |
| 8      | Italia              | 4   | 0       | 5      | 9      |
| 9      | Cina                | 3   | 6       | 8      | 17     |
| 10     | Paesi Bassi         | 3   | 5       | 2      | 10     |
| 11     | Slovenia            | 3   | 4       | 3      | 10     |
| 12     | Rep. Ceca           | 3   | 2       | 4      | 9      |
| 13     | Francia             | 2   | 1       | 4      | 7      |
| 14     | Svizzera            | 1   | 3       | 3      | 7      |
| 15     | Finlandia           | 1   | 2       | 2      | 5      |
| 16     | Serbia e Montenegro | 1   | 2       | 0      | 3      |
| 16     | Gran Bretagna       | 1   | 2       | 0      | 3      |
| 16     | Stati Uniti         | 1   | 2       | 0      | 3      |
| 19     | Germania            | 1   | 1       | 3      | 5      |
| 20     | Bielorussia         | 0   | 3       | 2      | 5      |
| 21     | Slovacchia          | 0   | 0       | 2      | 2      |
| 22     | Bulgaria            | 0   | 0       | 1      | 1      |
| Totale | Totale              | 69  | 72      | 69     | 210    |